# SLM solutions
SLM Solutions GmbHは、ドイツの金属粉末積層造形機メーカーである。2023年にニコンの完全子会社となった。

## 概要
SLM Solutions社は、ドイツシュレースヴィヒ＝ホルシュタイン州リューベックに本社を置く、金属パウダー積層造形機メーカーである。金属3Dプリンターでは、約25％のマーケットシェアを誇る。（2015年時点）
同社名になったのは2011年と非常に新しいが、1990年代のラピッドプロトタイピングの時代から、金属粉末積層造形装置製造に関わってきた老舗の3D金属積層装置メーカーである。
粉末焼結積層造形法を採用しており、造形可能エリアによって、SLM125HL、SLM280HL、SLM500HLの3機種を販売している。
またそれに付随するヴァキュームクリーナー、ふるい機の製造や操作にトレーニングなども行っている。

## 沿革
SLM Slutionsという名になったのは2011年と比較的新しいが、前身のMCPグループの創業は19世紀にまで遡る。創業は1865年頃、ボリビアの鉱山専門技師Jośe Avelino Aramayoがビスマス（蒼鉛）の鉱山への投資を始めたことに由来する。その後、アラマヨは1868年にイギリスロンドンで、ビスマスの溶解・精錬工場を立ち上げ、インゴット販売のための会社を設立した。
- 1929年にヨーロッパでのアラマヨ・ビスマスの精錬と販売関連を買収するために、Mining & Chemical Products Limited(MPC)社がロンドンで設立される。
- 1952年にボリビアのアラマヨの鉱山が国有化されると、MPC社は純医薬品、電子材料、部品供給へと集中しグループの世界企業への拡大を推し進めた。
- 1957年にはドイツリューベックに拠点を置く、化学、冶金学、ツーリング技術及び医療工学の分野で長年の経験を持つ、HEK社を買収する。
- 1970年代に入ると、航空機、自動車向けのラピッドプロトタイピングを開始する。1974年にはフランスに子会社を設立。ラピッドプロトタイピング事業の革新と拡大に集中するため、1986年リューベックにHEK Medizintechnik GmbH社を設立。その後、1990年にイタリアに子会社を、1991年にはアメリカでMCP Systems社、1992年にスペインで子会社、1997年にベラルーシのミンスクでMCP Technology社を設立した。
- 2000年代に入ってからも、ラピッドプロトタイピングや金属積層造形の分野で研究開発を続け、2006年には世界で初めてチタンとアルミでの造形に成功した。
- 2008年にMCP社の、金属と化学分野はベルギーのSidech SA社に合併され、AM技術（Additive　Manufacturing)部門はMTT Technologies GmbHとなった。
- 2011年に現在の社名であるSLM Solutionsとなった。
- 2023年にニコンの完全子会社化となった。

## 装置概要
SLM社製品の特徴としては、レーザー光源にファイバーレーザーを採用、400Wクラスレーザーの採用、出力の異なる複数台のレーザーの採用（最大4台）を世界で初めて行ったことなどがあげられる。この背景としては、商業ベースよりも、フラウンホーファー研究機構などと共同で、研究所向けの多くの特殊機を開発・納入してきたことがあげられる。
研究開発用途での試験装置を多く製作してきたSLM　Solutionsだが、近年はユーザーの要求を元に開発された、試験造形だけでなく将来的な量産を視野に入れた特殊機構が多く取り入れられている。
研究開発用に向くSLM125、研究開発から試作まで対応するSLM280、そして将来的な量産を視野に入れたSLM500がラインナップとしてそろっている。

## SLMシリーズ

### SLM125HL
特に精密で微細な造形物を少数制作する事に優れ、ステンレス、工具鋼、コバルトクロム、インコネル、アルミニウムそしてチタンをはじめ、特殊合金の研究開発に最適。
| 最大造形エリア                 | 125 x 125 x 75(125)mm        |
| レーザー                       | 400w                         |
| 最大造形速度                   | 25㎤/H                       |
| レーザー走査速度               | 10m/sec                      |
| 単層肉盛圧                     | 20μ-75μ                      |
| 使用ガス（アルゴンまたは窒素） | 最大 1.5ℓ/min                |
| 機械寸法                       | 1,390 x 1,900(2,400) x 920mm |
| 重量                           | 700kg                        |

### SLM280HL
400W×２や400W＋1000Wと言った２台のレーザによる同時照射により、さらに高速・高精度な造形が可能。
| 最大造形エリア                 | 280 x 280 x 350mm                |
| レーザー                       | 400w / 400w x 2 / 400w ＋ 1,000w |
| 最大造形速度                   | 20㎤/H, 45㎤/H                   |
| レーザー走査速度               | 15m/sec                          |
| 単層肉盛圧                     | 20μ-75μ / 100μ                   |
| 使用ガス（アルゴンまたは窒素） | 最大 2.5-3ℓ/min                  |
| 機械寸法                       | 1,800 x 1,900(2,400) x 1020mm    |
| 重量                           | 1000kg                           |

### SLM500HL
２種以上のレーザで同時に造形可能（400W×２台、400W＋1000W、400W×４台）。それぞれ別々にコントロールが可能で、造型速度は同等機種の中で最高のレベルを誇る。
| 最大造形エリア                 | 500 x 280 x 325mm                         |
| レーザー                       | 400w x2 / 400w x 4 / (400w ＋ 1,000w) x 2 |
| 最大造形速度                   | 105㎤/H                                   |
| レーザー走査速度               | 10m/sec                                   |
| 単層肉盛圧                     | 20μ-200μ                                  |
| 使用ガス（アルゴンまたは窒素） | 最大 5ℓ/min                               |
| 機械寸法                       | 4,000 x 2,200(2,500) x 1100mm             |
| 重量                           | 2600kg                                    |